# Bathythrix pacifica
Bathythrix pacifica là một loài tò vò trong họ Ichneumonidae.